# 内湾入口（八日町）駅
内湾入口（八日町）駅（ないわんいりぐち（ようかまち）えき）は、宮城県気仙沼市八日町にある、東日本旅客鉄道（JR東日本）大船渡線BRT（バス高速輸送システム）のバス停留所である。
『鉄道要覧』では単に「内湾入口」と表記されているが、案内上は括弧内を含めた駅名として扱われている。

## 歴史
東日本大震災で被災した大船渡線気仙沼駅 - 盛駅間をBRTとして本復旧することが2015年（平成27年）12月に決まった後、気仙沼市は2016年7月、気仙沼線BRTも含めて9件の新駅設置の申し入れを行った。当駅はその1つとして挙げられたものである。
設置場所が気仙沼市役所に隣接していることから、当初は「気仙沼市役所前」と仮称が設定されていたが、その後市役所は移転することとなった。2020年6月に設置要望について合意した時点では「気仙沼湾ゲートウェイ」「鼎ヶ浦」（気仙沼湾の別称）「気仙沼内湾」といった、気仙沼湾との関連を強調する仮称が挙げられている。

### 年表
- 2016年（平成28年）7月：気仙沼市よりJR東日本へ、当駅を含む9駅の新設について申し入れを行う[2]。
- 2020年（令和2年）6月3日：令和2年度第1回気仙沼市地域公共交通会議において、当駅の設置要望が議題となり、原案通り承認される[2][3]。設置予定は令和4年春ころとされた。
- 2021年（令和3年）6月25日：JR東日本より当駅の新設が発表される[報道 1][新聞 1][新聞 2]。
- 2022年（令和4年）3月12日：開業[報道 2][新聞 3]。

## 駅構造
線路を撤去して整備した専用道上の、既設の待避所に駅が設けられている。このため駅での上下便の交換が可能である。
開業時、上屋およびベンチは設けられておらず、乗降スペースのみの設置となっていたが、その後ベンチが設置されている。気仙沼市議会議員の熊谷一平によれば、駅舎等の整備は市役所の移転後になり、今後検討していくとしている。

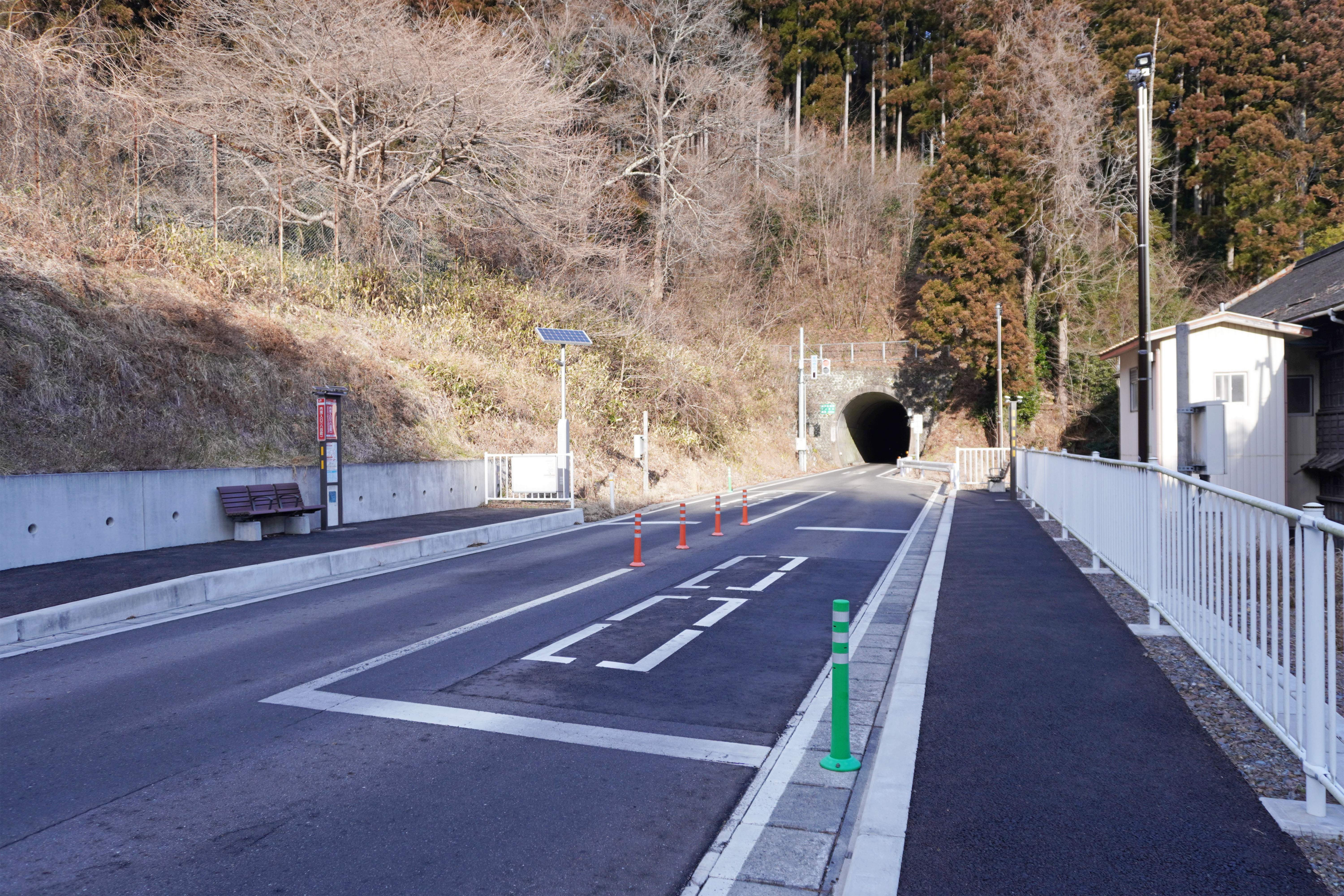
駅全景（2024年2月）

## 利用状況
JR東日本によると、2023年度（令和5年度）の1日平均乗車人員は5人である。
開業後の推移は以下のとおりである。
| 乗車人員推移       | 乗車人員推移     | 乗車人員推移   |
| 年度               | 1日平均 乗車人員 | 出典           |
| ------------------ | ---------------- | -------------- |
| 2021年（令和03年） | 7                | [ 利用客数 2 ] |
| 2022年（令和04年） | 5                | [ 利用客数 3 ] |
| 2023年（令和05年） | 5                | [ 利用客数 1 ] |

## 駅周辺
気仙沼市役所の裏手、安波山の山麓に位置する。駅名にある「内湾」は徒歩10分ほどのところにある気仙沼湾の最奥部であり、遊覧船乗り場や観光集客施設が集中する観光地区である。
気仙沼市役所は移転することが決定しており、2020年（令和2年）1月にその発表が行われた中で、移転後の地域づくりの一環として、当駅の設置についてJR東日本から基本的了解を取り付けたことが言及されている。
気仙沼湾の玄関口としての観光誘客や、市役所移転後の周辺地域の活性化、既存バス路線との接続による新しい交通拠点の形成が期待されている。気仙沼市と気仙沼まちなかエリアプラットフォームが2023年6月に策定した「気仙沼まちなかエリアビジョン」では、当駅から内湾地区への動線整備を図るアクションプランが示されている。
- 気仙沼市役所（本庁舎、第二庁舎、ワン・テン庁舎）
- 気仙沼郵便局
- 宮城県道26号気仙沼唐桑線
- 「気仙沼市役所前」停留所（岩手県交通・ミヤコーバスなど）
  - 当駅から、市役所を挟んで徒歩3分ほどの県道26号上に設置されている。
  - 気仙沼駅 - 上鹿折駅間のBRTとして運行しているミヤコーバス鹿折金山線が経由する。なお、JR東日本の内湾入口（八日町）駅の時刻表において鹿折金山線の時刻表は掲載されておらず、当駅を経由する扱いとはなっていない。
  - 上記の他、気仙沼市内を運行する多くの路線バス、高速バスがこの停留所を経由する（詳細は気仙沼市Webサイトの各交通機関の時刻表を参照）。
- 気仙沼ベイクルーズ（大島汽船）

## 隣の停留所
東日本旅客鉄道（JR東日本）
■大船渡線BRT
□快速・■普通
気仙沼駅 - 内湾入口（八日町）駅 - 鹿折唐桑駅

### 記事本文

#### 報道発表資料
1. ↑  『気仙沼線BRT新駅の設置について』（PDF）（プレスリリース）東日本旅客鉄道盛岡支社／東北工事事務所、2021年6月25日。オリジナルの2021年6月27日時点におけるアーカイブ。2021年6月25日閲覧。
2. ↑  『気仙沼線BRT・大船渡線BRTのダイヤ改正について』（PDF）（プレスリリース）東日本旅客鉄道盛岡支社／東日本旅客鉄道仙台支社、2022年1月26日。オリジナルの2022年1月26日時点におけるアーカイブ。2022年2月27日閲覧。

#### 新聞記事
1. ↑  「気仙沼にBRT3駅 JR東、来春新設」『河北新報ONLINE NEWS』2021年6月26日。オリジナルの2021年6月28日時点におけるアーカイブ。2022年2月27日閲覧。
2. ↑  「BRT新駅　気仙沼に来春3カ所新設」『朝日新聞デジタル』2021年6月30日。オリジナルの2021年7月2日時点におけるアーカイブ。2022年2月27日閲覧。
3. ↑  「BRT三つの新駅 3月12日に供用」『三陸新報』2022年1月28日。オリジナルの2022年1月28日時点におけるアーカイブ。2022年2月27日閲覧。
4. ↑  「BRT新駅3駅が供用開始」『三陸新報』2022年3月13日。オリジナルの2022年4月8日時点におけるアーカイブ。2022年4月9日閲覧。

### 利用状況
1. 1 2  “BRT駅別乗車人員（2023年度）”.   東日本旅客鉄道. 2024年7月24日閲覧。
2. ↑  “BRT駅別乗車人員（2021年度）”.   東日本旅客鉄道. 2022年8月13日閲覧。
3. ↑  “BRT駅別乗車人員（2022年度）”.   東日本旅客鉄道. 2023年7月7日時点のオリジナルよりアーカイブ。2023年7月7日閲覧。